# Halozetes capensis
Halozetes capensis är en kvalsterart som beskrevs av Coetzee och Marshall 2003. Halozetes capensis ingår i släktet Halozetes och familjen Ameronothridae. Inga underarter finns listade i Catalogue of Life.